# Aerodromo di Cuers-Pierrefeu
L'Aerodromo di Cuers-Pierrefeu (ICAO: LFTF) è un aerodromo situato nel Varo (dipartimento), nei comuni di Cuers e Pierrefeu-du-Var.
La parte civile è gestita dall'associazione di utenti dell'area civile dell'aeroporto di Cuers-Pierrefeu (AZCCP). La sua parte militare è diretta principalmente dall'Atelier industriel de l'aéronautique dipendente dal Ministero della difesa (Francia).

## Storia
- 1917: Acquisizione di terreni a Cuers e Pierrefeu-du-Var per la creazione di una base aerea di dirigibili.
- 1918: inaugurazione del centro dirigibili.
- 1920: Arrivo del primo dirigibile rigido (preda di guerra), chiamato Dixmude della categoria Zeppelin.
- 1922: Fine della produzione dei primi due Hangar che possono ospitare due Dirigibili di tipo Zeppelin. Arrivo del secondo Zeppelin "Mediterraneo".
- 1923: passaggio della Escadrille da bombardamento B302 per 6 mesi. È equipaggiata con i Farman F.60 Goliath.
- 1934: creazione dell'Aeroclub del Var.
- 1937: la base prende il nome di Base Aeronautica Navale di Cuers-Pierrefeu
- 1940: Il 15 giugno, 67 Ventisette biplani FIAT C.R.42 del 150º Gruppo, 53º Stormo, della Regia Aeronautica, mitragliarono l'aerodromo, incendiando una quindicina di Vought V-156F. Sette dei caccia che effettuavano la copertura a 500 m di quota furono intercettati dai Bloch MB 151 della squadriglia AC-3 che abbatterono un C.R.42 e ne costrinsero un altro all'atterraggio. I piloti italiani si attribuirono l'abbattimento di quattro caccia francesi.
- 1942: la base di Cuers è occupata dagli italiani nell'ambito dell'Occupazione italiana della Francia meridionale.
- 17 agosto 1944: Cuers viene liberata dagli americani che aggiungono la pista corrente (est / ovest).
- 1976: la pista nord-sud scompare.
- 2008: Chiusura della Base d'aéronautique navale de Cuers-Pierrefeu.
- 2009: estensione della via di rullaggio civile
- 2017: Ristrutturazione della pista 11-29 e sviluppo della taxiway civile 29 a settembre 2017.

## Attività
L'attività nell'aerodromo di Cuers-Pierrefeu è principalmente di tipo civile. Il maggior numero di voli è fatto dagli aeroclub e dalle scuole di volo della base. Alcune compagnie aeree lavorano nella fotografia aerea e pubblicità aerea. Infine, un numero crescente di proprietari di aerei privati sta usando l'aerodromo.
Un'attività di volo di test militari continua ad essere mantenuta grazie ai laboratori dell'industria aeronautica, tra cui i Breguet Br 1150 Atlantic ed i Westland Lynx.